# Micranthocereus polyanthus
Micranthocereus polyanthus es una especie de planta fanerógama de la familia Cactaceae. Es endémica del sudeste de Bahía en Brasil donde se encuentra en los secos matorrales tropicales o subtropicales, sabanas secas y áreas rocosas. Está tratada en peligro de extinción por pérdida de hábitat. 

## Distribución y hábitat
Micranthocereus polyanthus sólo se conoce en el municipio de Caetité en el sur de Bahía, Brasil. Esta especie crece en elevaciones de 900 a 1000 m s. n. m.

## Descripción
Micranthocereus polyanthus crece desde la base con ramificación columnar, los tallos de color verde azulado alcanzan un tamaño de hasta 1,25 metros de altura. Los brotes tienen un diámetro de 3,5 a 6 centímetros. Tiene de 15 a 22 (raramente 12) costillas disponibles. Las areolas a 1 a 2 centímetros de distancia están ocupadas por lana blanca. Las 3 a 7 espinas centrales son de color amarillo dorado a rojizo y son largas de 3 centímetros. Las 20 y 30 espinas radiales son en forma de aguja, de color blanquecino a color amarillo dorado y de 5 a 12 milímetros de largo. El discreta cefalio está situado cerca de la punta de crecimiento. Las flores son tubulares, ligeramente rosadas y aparecen muy numerosas.  Los frutos son de color rosa.

## Taxonomía
Micranthocereus polyanthus fue descrita por (Werderm.) Backeb. y publicado en Jahrbuch der Deutschen Kakteen-Gesellschaft 1941(2): 51. 1942.
Etimología
Micranthocereus: nombre genérico que deriva de las palabras griegas: "μικρός" micra = "pequeño", ἅνθος antha = "flor" y Cereus = un género de las cactáceas.
polyanthus: epíteto latíno que significa "con muchas flores"
Sinonimia
- Cephalocereus polyanthus
- Arrojadoa polyantha